# Фазована антенна решітка
Фазо́вана анте́нна реші́тка — тип антен, у вигляді групи антенних випромінювачів, в яких відносні фази сигналів змінюються комплексно, так, що ефективне випромінювання антени посилюється в якомусь одному, бажаному напрямку і гаситься у всіх інших напрямках.

## Введення

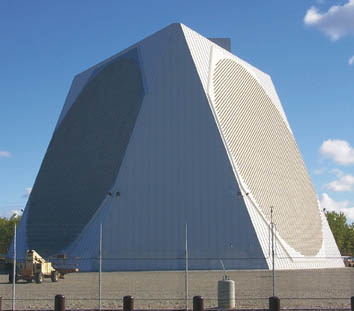
Величезна наземна ФАР системи попередження про ракетний напад на Алясці, США

Управління фазами (фазування) дозволяє:
- формувати (при досить різноманітних розташуваннях випромінювачів) необхідну діаграму спрямованости (ДС) ФАР (наприклад, гостронаправлених ДС — промінь);
- змінювати напрям променя нерухомою ФАР і т. ч. здійснювати швидке, у ряді випадків практично безінерційне, сканування — хитання променя;
- керувати в певних межах формою ДС — змінювати ширину променя, інтенсивність (рівні) бічних пелюсток тощо (для цього в ФАР інколи здійснюють також управління і амплітудами хвиль окремих випромінювачів).

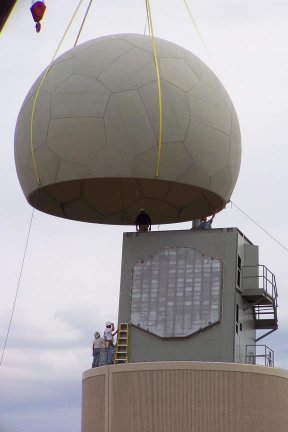
Встановлення захисного ковпака на ФАР

Ці та деякі інші властивости ФАР, а також можливість застосовувати для управління ФАР сучасні засоби автоматики та обчислювальної електроніки зумовили їх перспективність і широке використання у радіозв'язку, радіолокації, радіонавігації, радіоастрономії і т. д. ФАР, що містять велику кількість керованих елементів, входять до складу різних наземних (стаціонарних і рухомих), корабельних, авіаційних і космічних радіопристроїв. Ведуться інтенсивні розробки в напрямку подальшого розвитку теорії і техніки ФАР і розширення области їх застосування. Фазовані антенні решітки використовуються для підвищення сумарної пропускної спроможности каналів між точкою доступу і рознесеними у просторі клієнтськими станціями у технологіях WiFi (beam forming) і 5G (beam steering).

## Опис пристрою ФАР

### Структура ФАР
Форми, розміри і конструкції сучасних ФАР вельми різноманітні; їх різноманітність визначається як типом використовуваних випромінювачів, так і характером їх розташування. Сектор сканування ФАР визначається ДС її випромінювачів. У ФАР із швидким ширококутним хитанням променя зазвичай використовуються легкоспрямовані випромінювачі: симетричні і несиметричні вібратори, часто з одним або декількома рефлекторами (наприклад, у вигляді спільного для всієї ФАР дзеркала); відкриті кінці радіохвилеводів, щілинні, рупорні, спіральні, діелектричні стрижневі, логоперіодичні та інші антени. Іноді великі за розмірами ФАР складають з окремих малих ФАР (модулів); ДС останніх орієнтується в напрямку основного променя всієї ФАР. У ряді випадків, наприклад коли припустимо повільне відхилення променя, як випромінювачі використовують гостроспрямовані антени з механічним поворотом (наприклад, т. зв. повноповоротні дзеркальні); в таких ФАР відхилення променя на великий кут виконують за допомогою повороту всіх антен і фазування випромінюваних ними хвиль; фазування цих антен дозволяє також здійснювати в межах їх ДС швидке хитання променя ФАР.

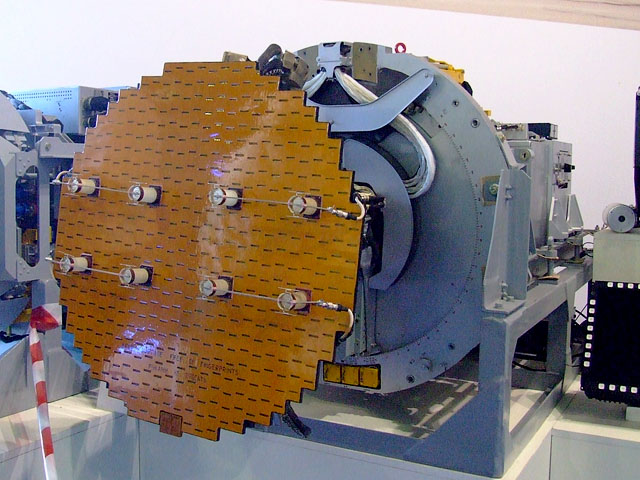
Система управління озброєнням сучасного винищувача

Залежно від необхідної форми ДН і необхідного просторового сектора сканування у ФАР застосовують різне взаємне розташування елементів:
- вздовж лінії (прямої або дуги);
- по поверхні (наприклад, плоскої — у т. зв. плоских ФАР; циліндричної; сферичної)
- в заданому обсязі (об'ємні ФАР).

Іноді форма випромінювальної поверхні ФАР — розкриву, визначається конфігурацією об'єкта, на якому встановлюється ФАР. ФАР з формою розкриву, подібній формі об'єкта, іноді називаються конформними. Широко поширені плоскі ФАР; в них промінь може сканувати від напрямку нормалі до розкриву (як у синфазної антени) до направлення вздовж розкриву (як в антені біжучої хвилі). Коефіцієнт спрямованої дії (КСД) плоскої ФАР при відхиленні променя від нормалі до розкриву зменшується. Для забезпечення ширококутного сканування (у великих просторових кутах — аж до 4 стерадіан без помітного зниження КСД використовують ФАР з неплоскими (наприклад, сферичними) розкривами або системи плоских ФАР, орієнтованих в різних напрямках. Сканування в цих системах здійснюється за допомогою порушення відповідно орієнтованих випромінювачів та їх фазування.
За характером розподілу випромінювачів в розкриву розрізняють еквадистантні і нееквідистантні ФАР. В еквідистантних ФАР відстані між сусідніми елементами однакові по всьому розкриву. У плоских еквідистантних ФАР випромінювачі найчастіше розташовують у вузлах прямокутної решітки (прямокутне розташування) або у вузлах трикутної сітки (гексагонального розташування). Відстані між випромінювачами в еквідистантних ФАР зазвичай вибирають досить малими (часто менше робочої довжини хвилі), що дозволяє формувати в секторі сканування ДН з одним головним пелюсткою (без побічних дифракційних максимумів — т. зв. паразитних променів) і низьким рівнем бічних пелюсток, що у будь-якому формуванні вузького променя (тобто у ФАР з великими розкривами) необхідно використовувати велику кількість елементів. У нееквідістантних ФАР елементи розташовують на неоднакових відстанях один від одного (відстань може бути, наприклад, випадковою величиною). У таких ФАР навіть при великих відстанях між сусідніми випромінювачами можна уникнути утворення паразитних променів і отримувати ДН з одним головним пелюсткою. Це дозволяє у випадку великих розкривів сформувати дуже вузький промінь при порівняно невеликому числі елементів; однак такі нееквідистантні ФАР з великими розкривами при малому числі випромінювачів мають більш високий рівень бічних пелюсток і, відповідно, нижчий КСД, ніж ФАР з великим числом елементів. У нееквідистантних ФАР з малими відстанями між випромінювачами при рівних потужностях хвиль, випромінюваних окремими елементами, можна одержувати (в результаті нерівномірного розподілу щільности випромінювання в розкриву антени) ДН з нижчим рівнем бічних пелюсток, ніж у еквідистантних ФАР з таким же розкриваючи і таким же числом елементів.

### Управління фазовими зсувами

Принцип дії ФАР

За способом зміни фазових зсувів розрізняють ФАР:
- з електромеханічним скануванням, здійснюваним, наприклад, за допомогою зміни геометричної форми збуджуючого радіохвильовода (хвильовода);
- частотним скануванням, заснованим на використанні залежности фазових зрушень від частоти, наприклад за рахунок довжини фідера між сусідніми випромінювачами або дисперсії хвиль у радіохвилях;
- з електричним скануванням, реалізованим за допомогою фазозсувних кіл або фазообертачів, керованих електричними сигналами з плавною (безперервною) або ступінчатою (дискретною) зміною фазових зрушень.

Найбільшими можливостями володіють ФАР з електричним скануванням. Вони забезпечують створення різноманітних фазових зсувів по всьому розкриву і значну швидкість зміни цих зсувів при порівняно невеликих втратах потужности. На НВЧ в сучасних ФАР широко використовують феритові і напівпровідникові фазообертачі (з швидкодією порядку мікросекунд і втратами потужности ~ 20%). Керування роботою фазообертачів здійснюється за допомогою швидкодійної електронної системи, яка в найпростіших випадках управляє групами елементів (наприклад, рядками і стовпцями в плоских ФАР з прямокутним розташуванням випромінювачів), а в найскладніших — кожним фазообертачем окремо. Хитання променя в просторі може проводитися як за наперед заданим законом, так і за програмою, що виробляється в ході роботи всього радіопристрою, в яке входить ФАР.

### Особливости побудови ФАР
Збудження випромінювачів ФАР проводиться або за допомогою фідерних ліній, або за допомогою вільно розповсюджуються хвиль (у т. н.  ФАР, що створюють діаграми), фідерні тракти порушення поряд з фазообертачами, іноді містять складні електричні пристрої (т. зв.  схеми, що створюють діаграми), що забезпечують збудження всіх випромінювачів від декількох входів, що дозволяє створити в просторі відповідні цим входів одночасно сканувальні промені (в багатопроменевих ФАР). Квазіоптичні ФАР в основному бувають двох типів: прохідні (лінзових), в яких фазообертачі і основні випромінювачі збуджуються (за допомогою допоміжних випромінювачів) хвилями, що розповсюджуються від загального опромінювача, і відбивні — основний і допоміжні випромінювачі суміщені, а на виходах фазообертачів встановлені відбивачі. Багатопроменеві квазіоптичні ФАР містять кілька опромінювачів, кожному з яких відповідає свій промінь у просторі. Іноді в ФАР для формування ДН застосовують фокусують пристрої (дзеркала, лінзи). Розглянуті вище ФАР іноді називаються пасивними.
Найбільшими можливостями керування характеристиками володіють активні ФАР, в яких до кожного випромінювача або модулю підключений керований по фазі (іноді і по амплітуді) передавач або приймач. Управління фазою в активних ФАР може проводитися в трактах проміжної частоти або в ланцюгах порушення когерентних передавачів, гетеродина приймачів тощо Таким чином, в активних ФАР фазообертачі можуть працювати в діапазонах хвиль, відмінних від частотного діапазону антени; втрати в фазообертачах в ряді випадків безпосередньо не впливають на рівень основного сигналу. Передавальні активні ФАР дозволяють здійснити складання в просторі потужностей когерентних електромагнітних хвиль, що генеруються окремими передавачами. У приймальних активних ФАР спільна обробка сигналів, прийнятих окремими елементами, дозволяє одержувати повнішу інформацію про джерела випромінювання.
У результаті безпосередньої взаємодії випромінювачів між собою характеристики ФАР (узгодження випромінювачів з збудливими фідера, КСД та ін.) при гойданнях променя змінюються. Для боротьби з шкідливими наслідками взаємного впливу випромінювачів в ФАР іноді застосовують спеціальні методи компенсації взаємної зв'язку між елементами.

## Перспективи розвитку ФАР
До найважливіших напрямків подальшого розвитку теорії і техніки ФАР відносяться:
- Широке впровадження в радіотехнічні пристрої ФАР з великим числом елементів, розробка елементів нових типів, зокрема для активних ФАР;
- Розвиток методів побудови ФАР з великими розмірами розкриваючи, в тому числі нееквідістантних ФАР з гостронаправлених антенами, розташованими в межах цілої півкулі Землі (глобальний радіотелескоп);
- Подальша розробка методів і технічних засобів ослаблення шкідливих впливів взаємної зв'язку між елементами ФАР;
- Розвиток теорії синтезу та методів машинного проектування ФАР;
- Розробка теорії та впровадження в практику нових методів обробки інформації, прийнятої елементами ФАР, і використання цієї інформації для управління ФАР, зокрема для автоматичного фазування елементів (самофазовані ФАР) і зміни форми ДН, наприклад зниження рівня бічних пелюсток у напрямках на джерела перешкод (адаптивні ФАР);
- Розробка методів управління незалежним рухом окремих променів в багатопроменевих ФАР.

## Історія створення
До кінця вісімдесятих створення такої системи вимагало застосування великої кількости пристроїв, через що фазовані решітки, повністю керовані електронікою, використовувалися, головним чином, у великих стаціонарних радарах, типу масивного BMEWS (Ballistic Missile Warning Radar) і дещо меншого американського морського радара протиповітряної оборони SPY-1 Aegis, встановленого на крейсерах класу «Ticonderoga» і пізніше на протичовнових кораблях «Arleigh Burke». Єдиними відомими застосуваннями на літаках був великий радар Заслін (англ.), встановлений на радянському перехоплювачі МіГ-31, і радар нападу на Rockwell B-1B Lancer. У поточний момент застосовується в Су-35 і F-22.
Такі радари не встановлювалися на літаках головним чином через їхню велику вагу, оскільки перше покоління технології фазованих решіток використовувало звичайну радарну архітектуру. У той час як антена змінилася, все інше ще залишалася незмінною, але були додані додаткові обчислювачі, щоб керувати фазообертачами антени. Це призвело до збільшення ваги антени, кількости обчислювальних модулів, а також підвищило навантаження на систему електроживлення.
Вигоди застосування фазованих решіток, однак, виправдовували додаткову вартість. Фазовані решітки могли в єдиній антені виконувати роботу кількох антен, майже одночасно. Широкі промені могли використовуватися для пошуку цілі, вузькі — для супроводу, плоскі промені у формі віяла для визначення висоти, вузькі спрямовані промені для польоту з ландшафту (B-1B). У зоні  електронної протидії вигоди були ще більше, оскільки фазовані решітки дозволяють системі розміщувати «нуль» — область нульової чутливости приймача, на частоті джерела перешкод і таким чином блокувати її від попадання в приймач. Інша вигода, — те, що немає більше потреби механічно повертати антену в напрямку цілі, що дозволило підвищити швидкість огляду простору на порядки, а також збільшити термін служби системи, так як з введенням фазування частково відпала потреба в громіздких механізмах орієнтації полотна у просторі. Зазвичай багатостороння антена могла забезпечити охоплення в 360 градусів, нерухомими антенами, що охоплюють всі напрямки відразу.

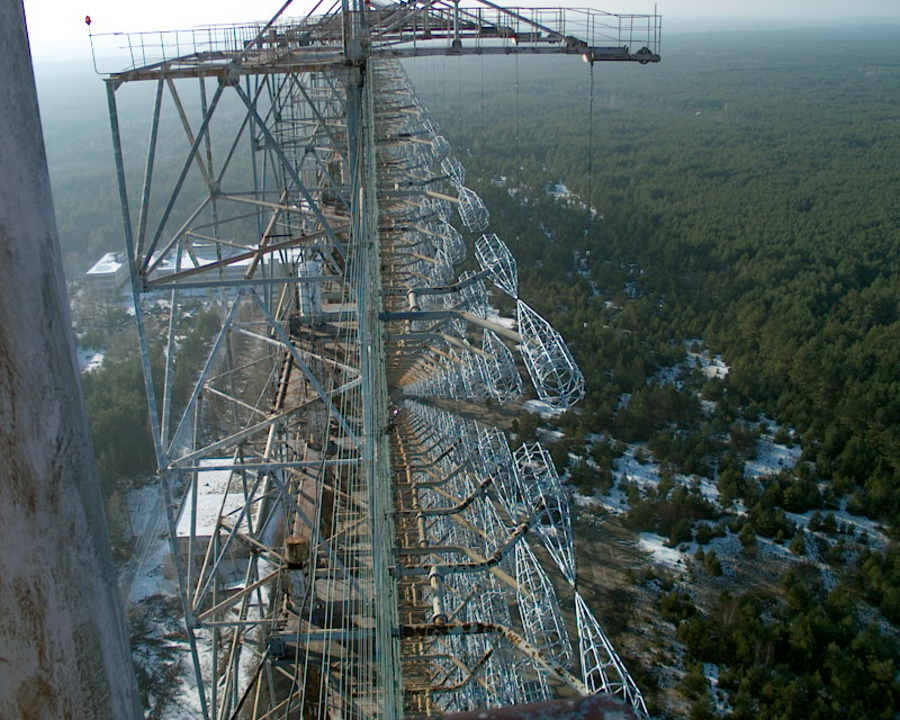
РЛС «Дуга» біля Чорнобиля

Ця технологія також надавала менш очевидні вигоди. Вона могла швидко «оглянути» маленьку ділянку неба, щоб збільшити ймовірність виявлення маленької і швидкої цілі, на відміну від антени, що повільно обертається, яка може сканувати специфічний сектор лише один раз за оберт (час огляду порядку секунди). Ціль з малою ЕПР, наприклад,  крилату ракету, майже неможливо помітити при таких умовах. Здатність фазованої решітки до майже миттєвої зміни напрямку та форми променя фактично додає цілий новий вимір до супроводу цілей, оскільки різні цілі можуть бути відстежені різними променями, кожний з яких переплітаються вчасно з періодично скануючим променем огляду простору. Наприклад, промінь огляду простору може охоплювати 360 градусів періодично, тоді як супровідні промені можуть стежити за індивідуальними цілями незалежно від того, куди в цей час спрямований промінь огляду простору.

### Обмеження
Фазовані решітки, як і всі фізичні об'єкти, мають і обмеження. Основне обмеження — діапазон кутів, на які промінь може бути відхилений. Практично, межа становить 45–60° від перпендикуляра до площини антени. Відхилення променя на великі кути значно погіршує основні характеристики антенної системи (РБП, КСД, ширину і форму основного пелюстки діаграми спрямованости). Це пояснюється двома ефектами. Перший з них — зменшення ефективної довжини (ширини) антени із зростанням кута відхилення променя. У свою чергу, скорочення довжини решітки в поєднанні зі зниженням коефіцієнта посилення антени зменшує здатність виявлення цілі на відстані.
Другий ефект менш очевидний і викликаний виглядом випромінювання вибраних елементів, щілин, які випромінюють менше зі збільшенням кута по вертикалі, таким чином зменшуючи енергію і чутливість. В результаті, при граничних значеннях кутів промінь істотно ослаблений і дефокусований. Це скорочення настільки істотне, що в типовій ситуації призводить до скорочення посилення антени, і отже випромінювань потужности та чутливости до 25% при куті 60° від вертикалі.
Значним недоліком є обмежена розрядність фазообертачів (5-7 біт), що не дозволяє формувати глибокі "нулі" у діаграмі спрямованости для захисту від завад. Крім того, завадозахищеність радіотехнічних систем з ФАР обмежує неідентичність аналогових фазобертувачів.

## Приклади використання
Фазована решітка використовується у антенах наземних терміналів Starlink.